# Південно-Бацький округ

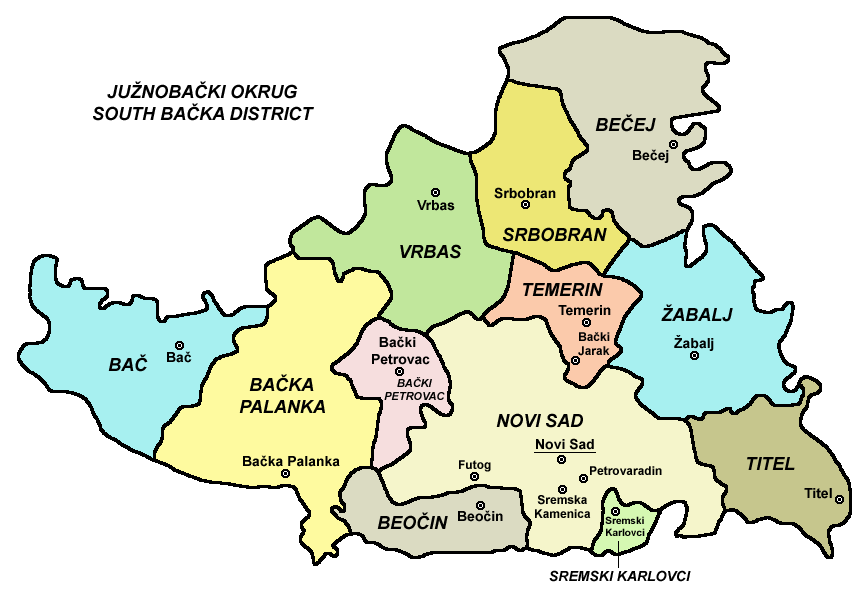

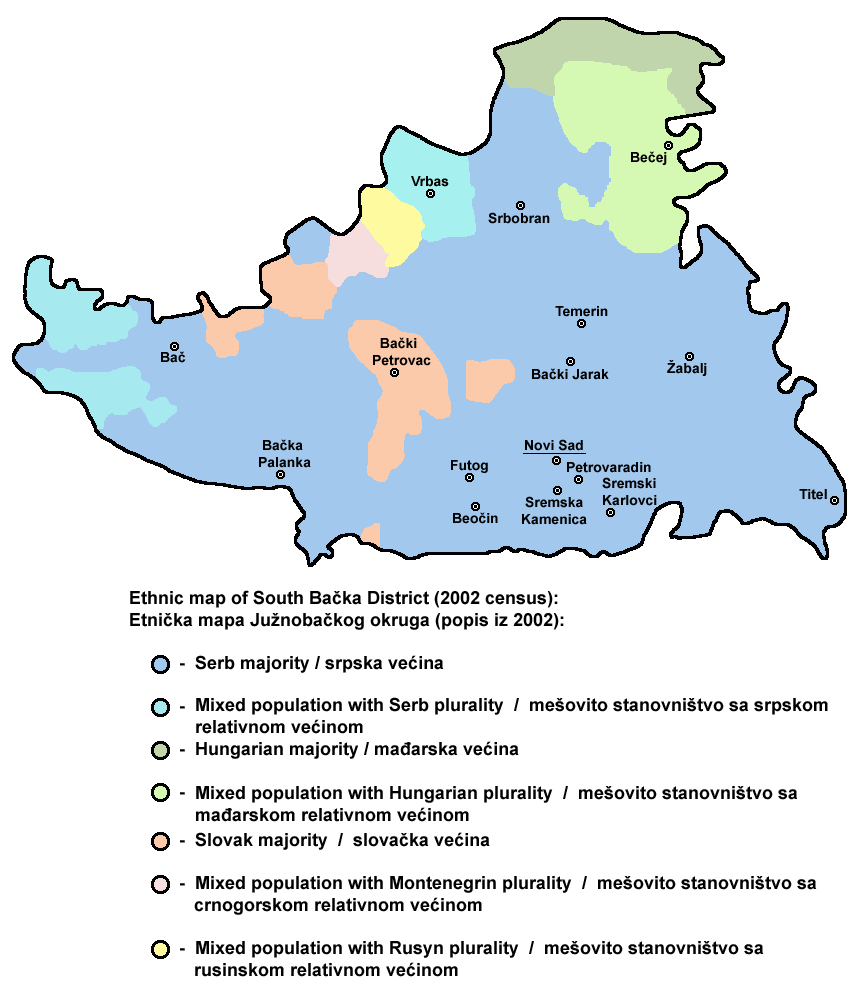

Півде́нно-Ба́цький о́круг (серб. Южнобачки округ) — адміністративний округ в Сербії, в складі автономного краю Воєводина. Адміністративний центр — місто Нові-Сад.

## Адміністративний поділ
Округ поділяється на 12 общин:
| №  | Община                                | Площа, км² | Населення, осіб (2002, перепис) | Кількість нас. пунктів |
| -- | ------------------------------------- | ---------- | ------------------------------- | ---------------------- |
| 1  | Бач                                   | 365        | 16 268                          | 6                      |
| 2  | Бачка-Паланка                         | 579        | 60 966                          | 14                     |
| 3  | Бачкі-Петровац                        | 158        | 14 681                          | 4                      |
| 4  | Беочин                                | 186        | 16 086                          | 8                      |
| 5  | Бечей                                 | 486        | 40 987                          | 5                      |
| 6  | Вербас                                | 376        | 45 852                          | 7                      |
| 7  | Жабаль                                | 400        | 27 513                          | 4                      |
| 8  | місто Новий Сад Нові-Сад Петроварадин | 699        | 299 294                         | 16                     |
| 9  | Србобран                              | 284        | 17 855                          | 3                      |
| 10 | Сремські Карловці                     | 51         | 8 839                           | 1                      |
| 11 | Темерин                               | 170        | 28 275                          | 3                      |
| 12 | Тител                                 | 262        | 17 050                          | 6                      |